# Kaldfjorden
Kaldfjorden (Gallavuonna en Sami) est un fjord de l'île de Kvaløya, dans le comté de Troms, au nord de la Norvège. 

## Géographie
Le fjord coupe l'île de Kvaløya presque en deux, laissant un isthme de 950 mètres de large où se trouvent partiellement les villages de Kaldfjord et de Kjosen.
La route 862 longe la rive sud du fjord.

## Quelques vues du fjord

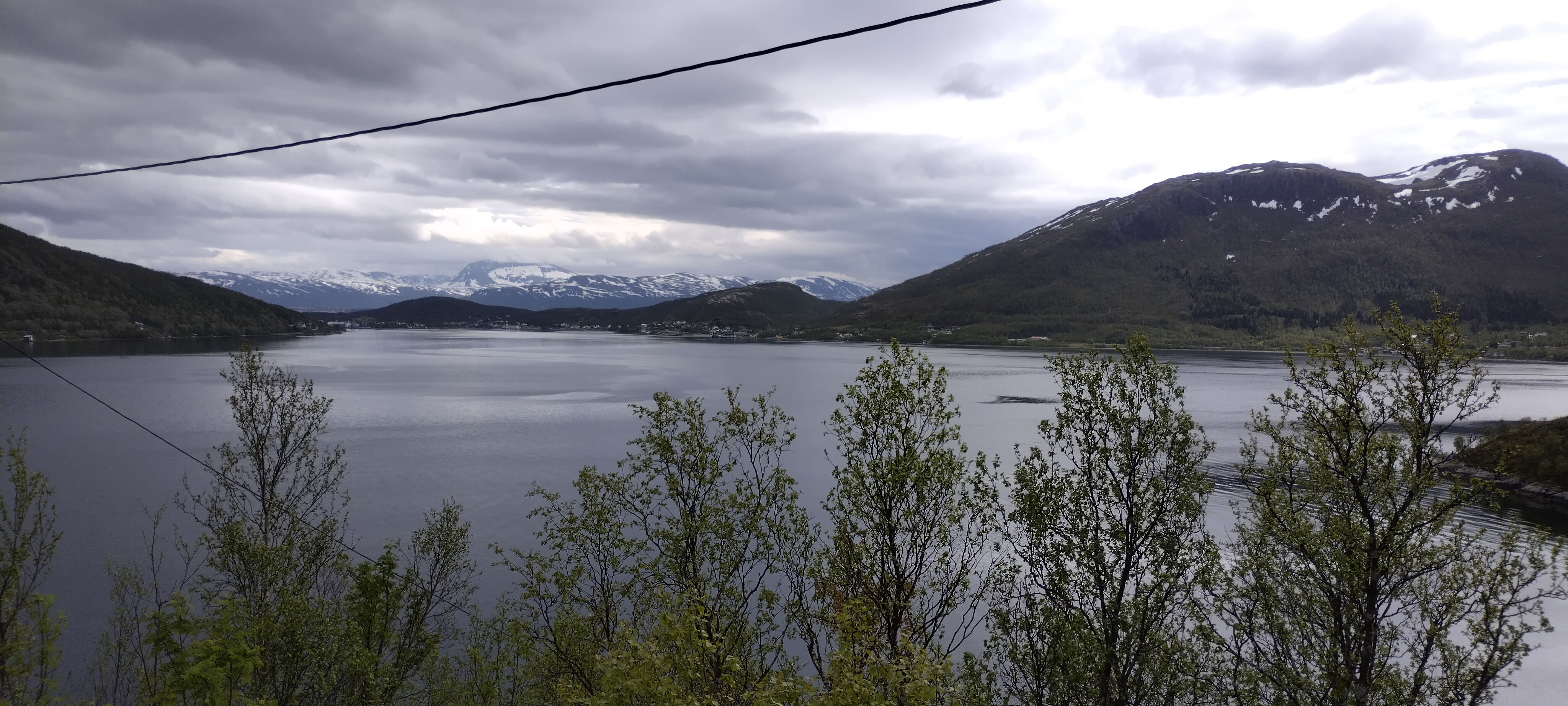
Vue du Kaldfjorden en direction de Kaldfjord
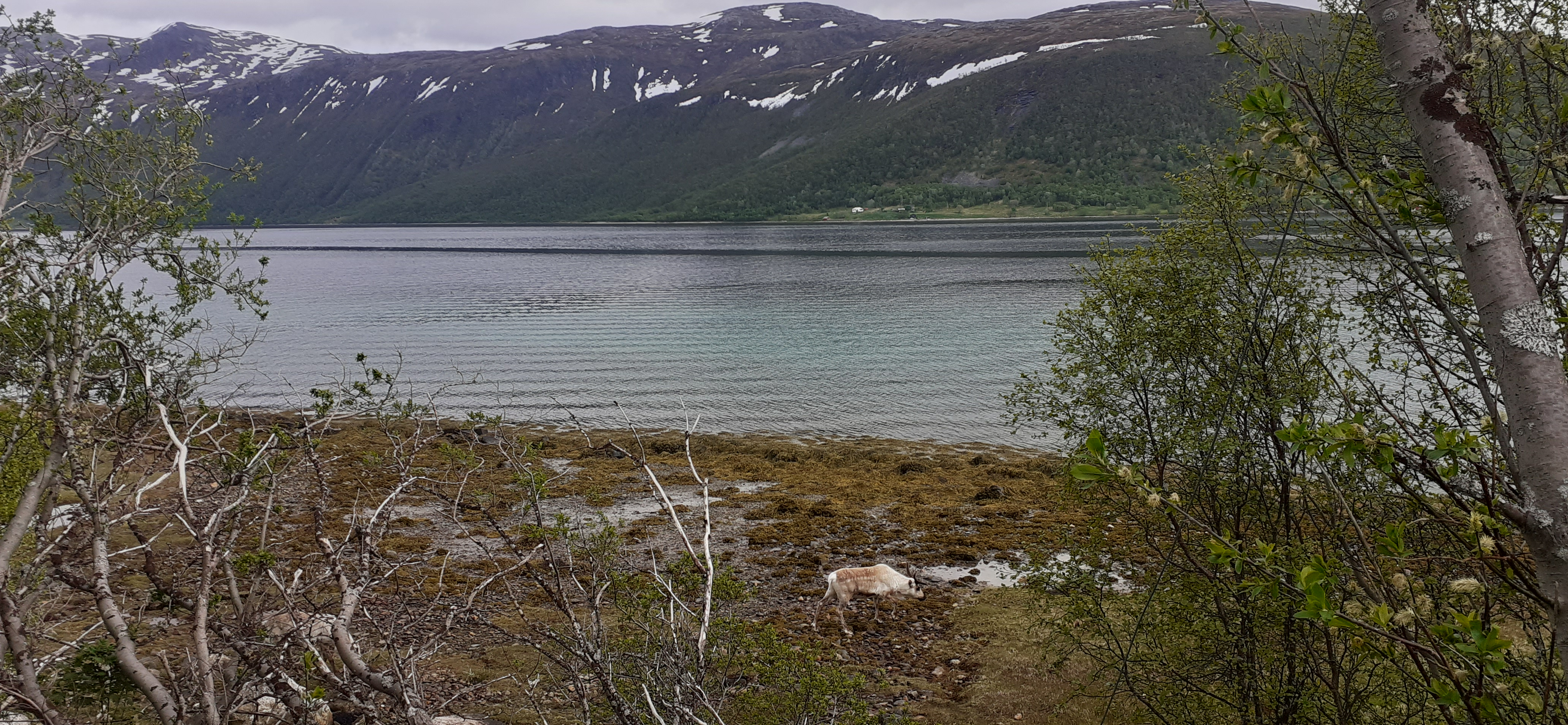
Rivages du Kaldfjorden en face du Stor-Kjølen